# Theodor von Steinheil
Baron Fiodor « Teodor » Rodolphovitch Shteingel (en ukrainien : Федір Рудольфович Штейнгель, en russe : Фёдор Рудольфович Штейнгель, en allemand : Theodor von Steinheil ; né le 26 novembre 1870 à Saint-Pétersbourg et mort le 11 février 1946 à Dresde), est un archéologue, philanthrope et homme politique nationaliste ukrainien.

## Histoire

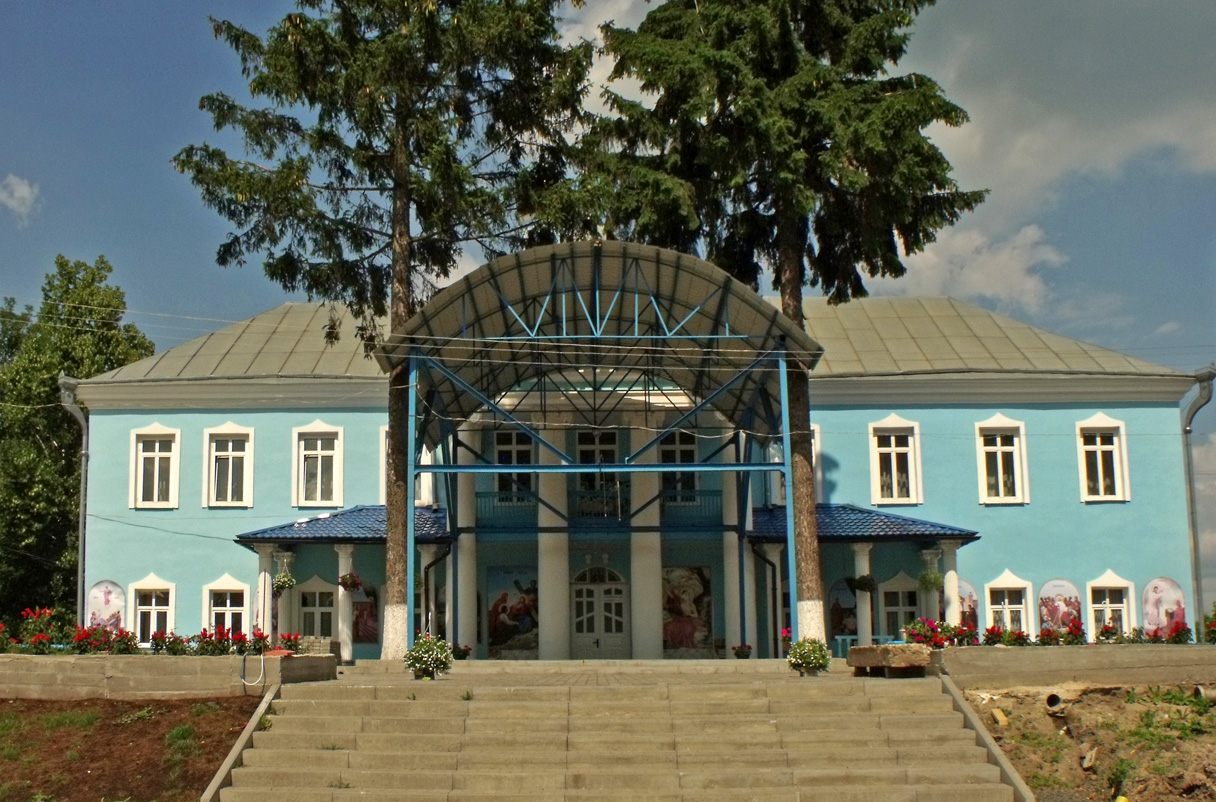
Le palais de Shteingel à Horodok, intégré au couvent Saint-Nicolas.

Après avoir été diplômé de l'Université de Kiev, il fonde une école, un hôpital, une coopérative et une salle de lecture dans la petite ville d'Horodok, dans l'oblast de Rivne. En 1902, il contribue au Musée Horodok dans cette même ville, où il dépose ses collections archéologiques, historiques et ethnographiques.
En 1906, il est élu député de Kiev à la première Douma d'État de l'Empire Russe, où il rejoint le groupe ukrainien. Il adhère alors à la Société des progressistes ukrainiens et devient vice-président de la Société scientifique ukrainienne. Après la révolution de février 1917, il préside le comité exécutif de la Douma de la ville de Kiev, l'ancêtre de la Rada centrale. En 1918, il part à Berlin en tant qu'envoyé diplomatique pour l'Hetmanat ukrainien. Il retourne ensuite brièvement en Ukraine occidentale dans les années 1920, avant de partir pour l'Allemagne en 1939.